# 吉田康幸
吉田 康幸（よしだ やすゆき、1982年12月19日 - ）は、大阪府高槻市出身の元プロサッカー選手、サッカー指導者。ポジションはゴールキーパー（GK）。

## 来歴
滋賀FC（後のレイジェンド滋賀FC）に入団し、正ゴールキーパーを務めるが、2005年限りで退団。その後は各クラブでプレイを続けていたが、両膝前十字靭帯損傷のために2年間はなでしこリーグ、スペランツァFC大阪高槻でGKコーチを務める。
怪我も癒えた2013年よりカンボジア・リーグのナショナルポリスに入団。同リーグ初の日本人ゴールキーパーとしてキーパーコーチ兼任でプレイしている。
2014年3月、ナショナルポリスでの２シーズン目、カンボジア国内のカップ戦、フンセンカップ(日本では天皇杯に相当)にて、日本人初のコーチとして優勝。
2015年1月、アルビレックス新潟プノンペンに移籍。だがアルビレックス新潟プノンペンの活動停止により退団し、4月にカンボジアンタイガーFCに選手兼コーチとして移籍。プレーオフ進出に貢献。日本人ゴールキーパーとして初のプレイオフ出場。
2016年よりラインメール青森FCで選手兼任コーチとなる。
2017年、プノンペン・クラウンFCのGKコーチに就任。
2018年12月、タイ・バンコクFCのGKコーチに就任。

## 所属クラブ
- 大阪府立芥川高等学校
- 高槻SC (大阪学院大学)
- 滋賀FC (後のレイジェンド滋賀FC)
- Logan United FC (クイーンズランド州リーグ)
- 久御山FC
- 2013年 - 2014年 ポリス・コミッサリー
- 2015年  アルビレックス新潟プノンペン
- 2015年  カンボジアンタイガーFC
- 2016年  ラインメール青森FC